# Lagarde-Enval
Lagarde-Enval este o comună în departamentul Corrèze din centrul Franței. În 2009 avea o populație de 747 de locuitori.

## Evoluția populației
| An        | 1975 | 1982 | 1990 | 1999 | 2006 | 2009 |
| --------- | ---- | ---- | ---- | ---- | ---- | ---- |
| Populație | 576  | 619  | 766  | 748  | 745  | 747  |